# Stazione di Shibahara
La stazione di Shibahara (柴原駅?, Shibahara-eki) è una stazione della Monorotaia di Ōsaka situata nei pressi del Campus di Toyonaka dell'Università di Osaka.